# دانييل بينزار
دانييل بينزار (بالرومانية: Daniel Benzar)‏ (30 ديسمبر 1997 بتيميشوارا في رومانيا - ) هو لاعب كرة قدم روماني في مركز الوسط. لعب مع نادي ستيوا بوخارست ونادي فولنتاري وLPS HD Clinceni ‏ ونادي ستيوا بوخارست الثاني ‏.

## روابط خارجية
- دانييل بينزار على موقع قاعدة بيانات كرة القدم.إي يو (الإنجليزية)
- دانييل بينزار على موقع Soccerway.com (الإنجليزية)